# سيتي أوف دريمز
سيتي أوف دريمز هو منتجع وكازينو يقع في مدينة ماكاو، الصين. أفتتح في 1 يونيو 2009، ويضم حوالي 2270 غرفة فندقية وأكثر من 30 مطعم وبار.